# 五瓣沙晶兰
五瓣沙晶兰（学名：Eremotropa wuana）为鹿蹄草科沙晶兰属下的一个种。